# Majestic 12

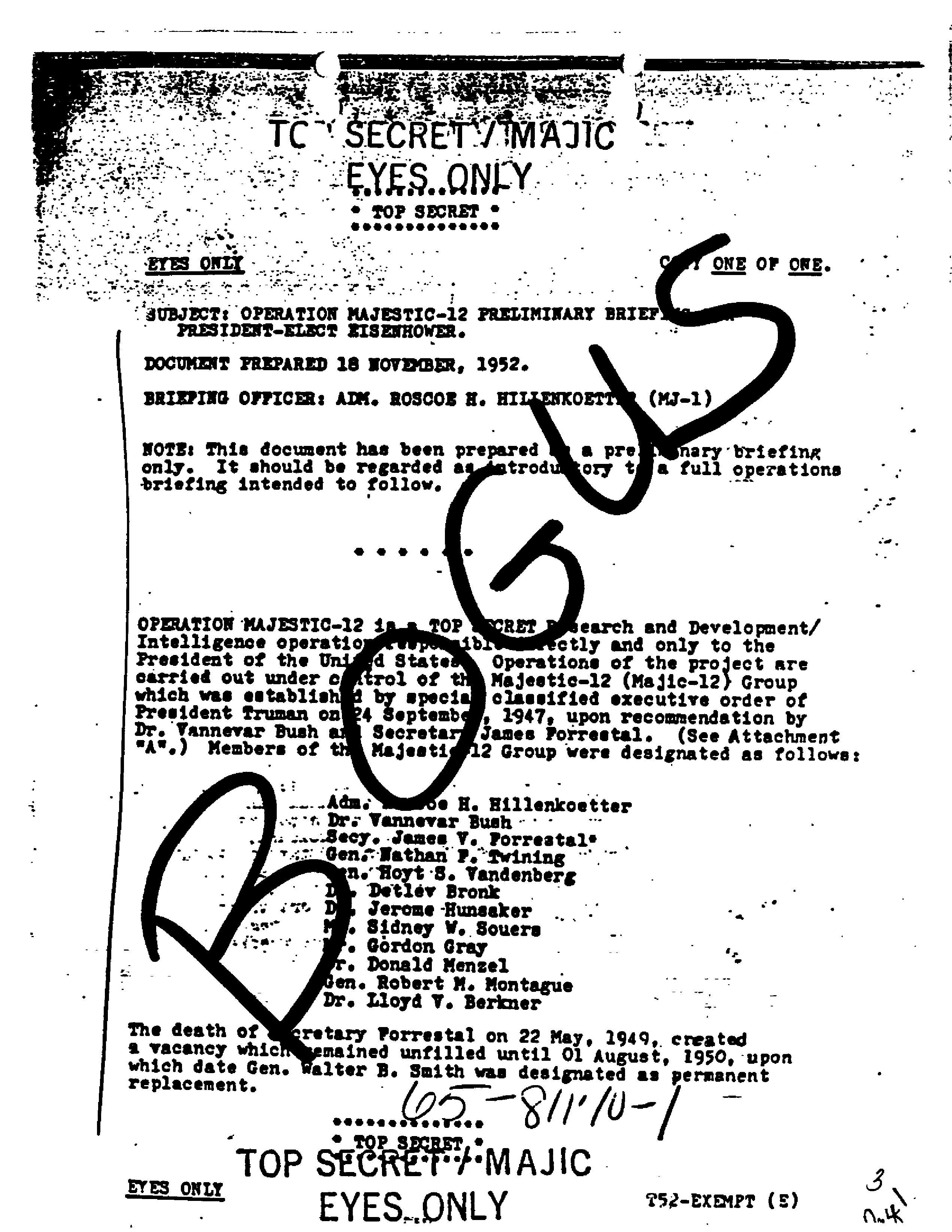
Trang đầu tiên của bản ghi nhớ Majestic 12 được cho là có dấu FBI.

Majestic 12 (hoặc MJ-12) theo thuyết âm mưu UFO là mật danh của một ủy ban bí mật quy tụ các nhà khoa học, giới lãnh đạo quân sự và quan chức chính phủ, được thành lập năm 1947 theo sắc lệnh của Tổng thống Mỹ Harry S. Truman để tạo điều kiện phục hồi và điều tra tàu vũ trụ ngoài hành tinh. Khái niệm này có nguồn gốc từ một loạt các tài liệu mật của chính phủ bị rò rỉ được lưu hành lần đầu tiên bởi giới nghiên cứu UFO vào năm 1984. Trong lúc kiểm tra, Cục Điều tra Liên bang (FBI) đã tuyên bố các tài liệu này là "hoàn toàn không có thật", và nhiều nhà nghiên cứu UFO coi đó là một trò lừa đảo tinh vi. Majestic 12 vẫn nổi tiếng trong số các nhà lý luận về thuyết âm mưu UFO và khái niệm này đã xuất hiện trong văn hoá đại chúng bao gồm chương trình truyền hình, trò chơi điện tử, phim ảnh và văn học.

## Lịch sử và phân tích
Khái niệm "Majestic 12" xuất hiện trong giai đoạn những năm 1980, khi các nhà nghiên cứu UFO tin rằng đã có một sự che đậy về sự cố UFO tại Roswell và suy đoán một số quan chức đầu não bí mật của chính phủ Mỹ phải chịu trách nhiệm về vụ việc này. Giả thuyết của họ dường như đã được khẳng định vào năm 1984 khi nhà nghiên cứu UFO Jaime Shandera nhận được một phong bì có chứa cuộn phim, khi được rửa ra, đã cho thấy hình ảnh của tám trang tài liệu xuất hiện dưới dạng các bài báo mô tả "Chiến dịch Majestic 12". Các tài liệu này nhằm mục đích tiết lộ một ủy ban bí mật gồm mười hai thành viên, được sự ủy quyền của Tổng thống Mỹ Harry S. Truman vào năm 1952, và giải thích vụ tai nạn của một tàu vũ trụ lạ ở Roswell năm 1947 đã được giấu kín, làm thế nào có thể khai thác công nghệ người ngoài hành tinh bị thu hồi, và làm thế nào nước Mỹ nên tham gia vào sự sống ngoài Trái Đất trong tương lai.
Shandera và các đồng nghiệp của ông trong lĩnh vực nghiên cứu UFO là Stanton T. Friedman và Bill Moore nói rằng họ đã nhận được một loạt tin nhắn nặc danh khiến cho họ tìm thấy cái gọi là "bản ghi nhớ Cutler/Twining" vào năm 1985 trong khi tìm kiếm các tập tin được giải mật trong Cơ quan Lưu trữ Quốc gia Mỹ. Theo những gì mà viên trợ lý của Tổng thống Eisenhower là Robert Cutler viết cho Tướng Nathan F. Twining và gồm có một nguồn tài liệu tham khảo về Majestic 12, bản ghi nhớ này được coi là một văn kiện giả mạo, có thể được coi là một phần của trò lừa bịp. Nhà sử học Robert Goldberg đã viết rằng giới nghiên cứu UFO đều tin tưởng vào câu chuyện này bất chấp các tài liệu "rõ ràng là đã được gieo mầm hòng tăng cường tính hợp pháp cho những bài báo vắn tắt".
Tự nhận mình có mối quan hệ với Văn phòng Điều tra Đặc biệt của Không quân Mỹ, Một người đàn ông có tên là Richard Doty đã nói với nhà làm phim Linda Moulton Howe rằng câu chuyện MJ-12 là có thực, và cho Howe thấy nguồn tài liệu không xác định đang chứng minh sự tồn tại của chủng tộc ngoài hành tinh hình người nhỏ và xám bắt nguồn từ hệ sao Zeta Reticuli. Doty đã hứa sẽ cung cấp cho Howe những thước phim UFO và một cuộc phỏng vấn với một sinh vật ngoài hành tinh, mặc dù không có cảnh quay nào được thực hiện.
Ngay lập tức, sự không tin tưởng và nghi ngờ dẫn đến những bất đồng trong cộng đồng UFO về tính xác thực của nguồn tài liệu MJ-12, và Moore bị buộc tội tham gia vào một trò lừa bịp tinh vi, trong khi các nhà nghiên cứu UFO khác và những người vạch trần trò bịp này như Philip J. Klass bị buộc tội là "những nhân tố thêu dệt". Cuộc điều tra của Klass về các tài liệu MJ-12 cho thấy Robert Cutler đã rời khỏi đất nước vào ngày ông định viết "bản ghi nhớ Cutler/Twining", và rằng chữ ký của Truman là "một bản sao được dán vào của một chữ ký xác thực —bao gồm những vết xước không mong đợi — từ một bản ghi nhớ mà Truman đã viết cho Vannevar Bush vào ngày 1 tháng 10 năm 1947". Klass đã bác bỏ những giả thuyết cho rằng các tài liệu này là một phần của chiến dịch thông tin đánh lạc hướng trông thực "lố bịch", và nói rằng chúng chứa quá nhiều sai sót chẳng bao giờ có thể đánh lừa được cơ quan tình báo của Liên Xô hay Trung Quốc. Lời chú thích trái ngược khác của Klass bao gồm việc sử dụng một định dạng ngày tháng riêng biệt từng được dùng trong các bức thư cá nhân của Moore và một cuộc trò chuyện do Brad Sparks kể lại là chính Moore đã tâm sự rằng ông đang dự tính tạo ra và tung một số tài liệu tối mật giả với hy vọng rằng các tài liệu không có thật này sẽ khuyến khích các cựu quan chức tình báo và quân đội biết về sự che giấu UFO (cáo buộc) của chính phủ để phá vỡ lời tuyên thệ giữ bí mật của họ.
FBI đã bắt đầu vào cuộc điều tra riêng về các tài liệu được cho là "bí mật" này và nhanh chóng dấy lên sự nghi ngờ về tính xác thực của chúng. Văn phòng Điều tra Đặc biệt của Không quân Mỹ cho biết không có ủy ban nào như vậy được ủy quyền hoặc thành lập, và các tài liệu này là "không có thật." FBI sau đó đã tuyên bố các tài liệu MJ-12 này là "hoàn toàn không có thật." Về sau vào năm 1996, một tài liệu được gọi là "Cẩm nang Hoạt động Đặc biệt" MJ-12 được lưu hành nội bộ trong giới nghiên cứu UFO. Nó cũng được mọi người coi là giả mạo và là "sự tiếp nối của huyền thoại MJ-12".
Nhà nghiên cứu UFO Linda Moulton Howe và Stanton T. Friedman tin rằng tài liệu MJ12 là xác thực. Friedman đã kiểm tra các tài liệu này và đưa ra lập luận rằng chính phủ Mỹ đã âm mưu che đậy kiến thức về một phi thuyền ngoài Trái Đất bị nổ tung. Theo nhà báo Howard Blum tên gọi "Majestic 12" đã được hình thành từ trước trong cộng đồng UFO khi vào năm 1982 Bill Moore đã đề nghị phóng viên Bob Pratt của tờ National Enquirer cộng tác với cuốn tiểu thuyết mang tên MAJIK-12. Do vậy, như Blum viết, Pratt đã luôn luôn có xu hướng nghĩ rằng các tài liệu Majestic 12 chỉ là một trò lừa bịp.
Tác giả theo chủ nghĩa hoài nghi khoa học Brian Dunning đã điều tra lịch sử về chủ đề này và báo cáo kết quả của ông trong tập phim podcast The Secret History of Majestic 1 của Skeptoid năm 2016. Ông kết luận rằng, chưa hẳn là một trò lừa bịp do cộng đồng UFO gây ra, mà có vẻ như các bài báo thực sự là một phần của chiến dịch thông tin sai lạc của chính phủ Mỹ nhằm làm lệch hướng sự chú ý về các dự án bí mật của Không quân. Đề cập đến các tài liệu MJ-12, Dunning tuyên bố:
Đó là những thông tin sai lạc cổ điển, các tài liệu giả tạo được tạo dựng nhằm đóng một vai trò trong nền an ninh quốc gia thực sự. Chúng được thiết kế và viết ra dành cho các dấu hiệu cụ thể để thể hiện chính xác những gì họ muốn. Họ đã lợi dụng những người yêu nước có thiện ý, những người muốn tăng cường an ninh quốc gia, và những người, bằng cách dễ dàng đánh lừa, sau cùng phải cung cấp chính xác điều đó.

## Thành viên liên quan
Các cá nhân sau đây được mô tả trong các tài liệu Majestic 12 như là "những thành viên được chỉ định" của Majestic 12.
- Lloyd Berkner
- Detlev Bronk
- Vannevar Bush
- James Forrestal
- Gordon Gray
- Roscoe H. Hillenkoetter
- Jerome Clarke Hunsaker
- Donald H. Menzel
- Robert M. Montague
- Sidney Souers
- Nathan F. Twining
- Hoyt Vandenberg

## Ảnh hưởng văn hóa
Câu chuyện về Majestic 12 đã truyền cảm hứng cho bộ phim truyền hình dài tập Dark Skies và đã xuất hiện dưới dạng cốt truyện trong phim The X-Files, cũng như trong tựa game thuộc thể loại ARG mang tên Majestic của Electronic Arts.
Trò chơi điện tử năm 2005 Destroy All Humans! có nhân vật chính là một người ngoài hành tinh đã đổ bộ xuống vùng nông thôn nước Mỹ thập niên 1950 và lần lượt giao chiến với các đặc vụ "Majestic".
Nhân chứng tuyên bố bị người ngoài hành tinh bắt cóc là Whitley Strieber đã viết một cuốn tiểu thuyết tên là Majestic vào năm 1989 tập trung vào nguồn gốc của MJ-12.
MJ-12 còn xuất hiện nhiều lần trong tựa game Deus Ex của hãng Eidos Interactive, được phát hành trên PC và Macintosh vào năm 2000. Trò chơi sau đó đã được phát hành trên PlayStation 2 và một lần nữa trên PlayStation 3.
Trong loạt truyện tranh Atomic Robo, Majestic 12 là một cơ quan tối mật của chính phủ được giao nhiệm vụ vũ khí hoá cái gọi là "Tesla-tech" được phát hiện bởi FBI sau cái chết bí ẩn của Nikola Tesla. Được thành lập bởi Tổng thống Truman, dưới sự cố vấn của Bộ trưởng Quốc phòng Forrestal vào năm 1947, Majestic 12 trở thành lực lượng đặc nhiệm Task Force ULTRA sau các sự kiện trong bộ Atomic Robo and the Savage Sword of Dr. Dinosaur.
MJ-12 có mặt trong cuốn tiểu thuyết The Secret History of Twin Peaks, được viết bởi đồng tác giả của chương trình Mark Frost.
MJ-12 được nhắc đến qua dòng chữ "Twelve majestic Lies" trong ca khúc "Aliens Exist" của ban nhạc Blink-182.